# 旧愛知郡役所

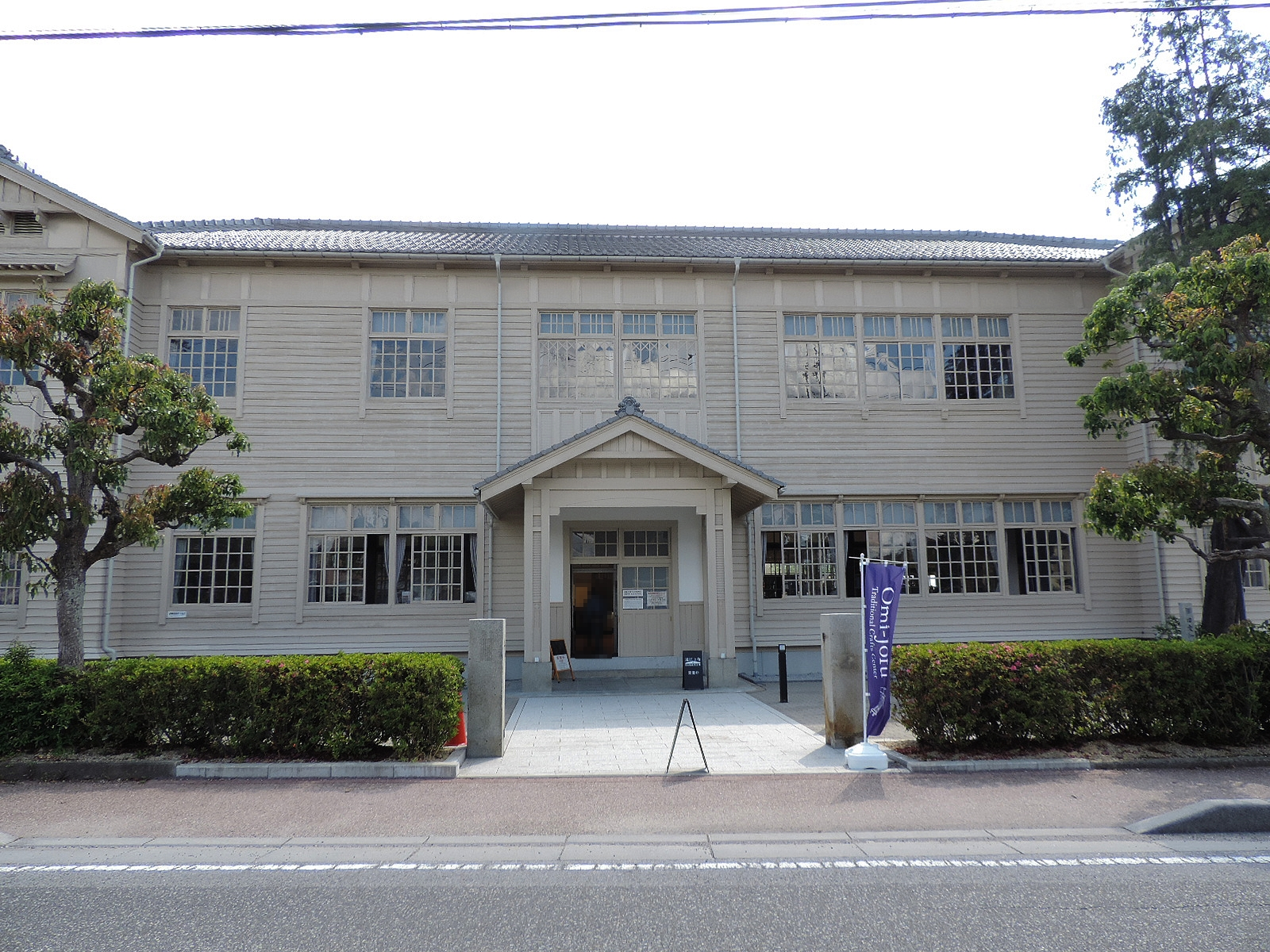
旧愛知郡役所の外観。西洋風の建築である。

旧愛知郡役所（きゅうえちぐんやくしょ）は、滋賀県愛知郡愛荘町にある、旧郡役所が置かれていた木造建築物。保存再利用による町営施設としては2018年より「ゆめまちテラスえち」の名称が付けられている。

## 歴史
1922年（大正11年）5月に竣工し、4年にわたって郡区町村編制法に基づく郡役所として利用されたが、1926年（大正15年）7月に郡役所は廃止され、愛知郡教育会へ移管された。その後、滋賀県へ移管され、1937年（昭和12年）に愛知郡農会へ無償譲渡された。
戦後には地元の農業協同組合が敷地を共有していた。その後、JA東びわこ、湖東農業協同組合、西小椋農業協同組合の3農協が所有し、建物は愛荘町の管理となったが、後述の通り、2016年に愛荘町が土地建物を取得し、同年4月に町文化財に指定した。

## 背景・特色
幕末から明治初期の滋賀県では、早くから近代的発展を遂げた彦根市や、近江八幡市と周辺地域に多くの近代建築を建てたウィリアム・メレル・ヴォーリズの影響による近代的な建物群が存在したが、現在の愛荘町域は地理的にやや離れていることもあり、それらの影響は大きなものではなく依然日本の伝統的な建築が続けられていた。例としては当時教会堂の建築が一つもなかったことがその裏付けともいえる。そういった環境下にあって旧愛知郡役所は地域の近代化のシンボルであり、日本の洋風建築の代表的手法である木造下見板張りによる公共建築物である。
郡役所に引き続き、滋賀県立愛知高等女学校（現・滋賀県立愛知高等学校）の校舎が共通した意匠をもって建築されている。

## 構造等
木造2階建寄棟造桟瓦葺の建物で、桁行30m、梁間11.8m、棟は箱棟、外壁は下見板張となっている。正面は北向きで、全体に左右対称の形状をしているが、窓の形状等には若干の非対称が見られる。竣工後、まもなく郡役所は廃止され建物の役割は転々としたが、竣工当時の姿は変わることなく、今に伝えられている。全国でも希少な郡役所の遺構である（滋賀県内では唯一）。

## 保存と再利用
前記の通り、長らく建物はJAの所有であったが、2003年に当時の愛知川町がJA東びわこと建物賃貸借契約を結び、保存活用に乗り出した。しかし、2010年末で契約が満了し、保存を求める住民団体に対し、所有者のJA側は「愛荘町（2006年に合併で発足）の保存決定が（残す）前提」という立場を取り、町側はその時点では取得費用等の事情で明確な結論を示さなかった。その後愛荘町が取得に動き出したところ、高額な費用に難色を示す別の住民グループが保存活用の是非を問う住民投票条例の制定を求めたが、2015年2月の町議会で否決された。2016年2月、愛荘町がJAから土地建物を入手する契約（土地を5725万円で取得し、建物については無償譲渡）を結んだことが明らかになった。町は「愛荘町ふれあい交流館」（仮称）として整備し、滋賀県立愛知高等養護学校生の利用や伝統工芸品の紹介に役立てる方針と報じられた。2016年度は耐震補強工事などを実施し、2017年度末までに改修工事を完了する予定とされた。
2017年4月には耐震化の一環として基礎補強工事をおこなうため、一時的に位置を移動させる「曳家」がおこなわれた。11月には愛荘町は交流施設としての名称を一般より公募した。11月17日に町は集まった名称案から「ゆめまちテラスえち」とすることを決定した。2018年6月の時点では、改修工事は2018年9月に完成する予定と報じられた。
愛荘町長の有村国知は、2018年6月の町議会で、旧郡役所の建物の利用法について10月の内覧後に再検討することを表明し、従来の案を事実上撤回したとも報じられた。
2018年10月に保存工事が完成した。前年12月に成立した「愛荘町ゆめまちテラスえち条例」は10月20日より施行された。
2019年1月18日より「ゆめまちテラスえち」としてオープンした。2020年4月に近江上布のPRショップが設置され、日用雑貨や洋服などの販売が行われている。